# Limburg (nederlandsk provins)
 For alternative betydninger, se Limburg. (Se også artikler, som begynder med Limburg)
Limburg er en nederlandsk provins, beliggende i den sydøstlige del af Nederlandene.
Provinsen grænser op Belgien mod syd og sydvest, Tyskland mod øst, Gelderland mod nord, og Noord-Brabant mod vest. Limburg har et samlet areal på 2.209 km2, hvoraf 58 km2 udgøres af vand. Provinsen har godt 1.117.198 indbyggere (2018).
Limburgs hovedstad og største by hedder Maastricht, hvor den lokale provinsadministration holder til. Kongens kommissær (nederlandsk: Commisaris van de Koning) i Utrecht hedder Theo Bovens. Kristendemokratisk Appel (CDA) er med 11 sæder det største parti i provinsrådet. Frihedspartiet (PVV) er det næststørste parti, mens Socialistpartiet (SP) er rådets tredje største parti.

## Geografi
Limburg ligger i den sydøstlige del af Nederlandene. Den grænser op til provinsen Gelderland i nord, den tyske delstat Nordrhein-Westfalen i øst og den belgiske provins Limburg i syd. I vest grænser Limburg op til Noord-Brabant.
Limburg er Nederlandenes ellevte største provins. Den har et samlet areal på 2.209 km2, hvoraf 58 km2 udgøres af vand. Eksklusive vand er Limburg Nederlandenes niende største provins.

### Underinddelinger
Limburg er opdelt i tre COROP-områder: Nordlimburg, Sydlimburg og Midtlimburg. COROP-enhederne bruges af staten i forbindelse med statistik og analyse.
Limburg består af 31 kommuner. Maastricht er provinsens folkerigeste kommune, mens Horst aan de Maas arealmæssigt er Limburgs største kommune. Mook en Middelaar har det laveste indbyggertal, mens Simpelveld mindste areal.
| Kommune                | Indbyggere | Areal      | COROP-område |
| ---------------------- | ---------- | ---------- | ------------ |
| Beek                   | 15.942     | 21,03 km2  | Sydlimburg   |
| Beesel                 | 13.390     | 28,14 km2  | Nordlimburg  |
| Bergen                 | 13.130     | 103,78 km2 | Nordlimburg  |
| Brunssum               | 28.289     | 17,21 km2  | Sydlimburg   |
| Echt-Susteren          | 31.745     | 103,11 km2 | Midtlimburg  |
| Eijsden-Margraten      | 25.420     | 77,40 km2  | Sydlimburg   |
| Gennep                 | 17.082     | 47,71 km2  | Nordlimburg  |
| Gulpen-Wittem          | 14.304     | 73,16 km2  | Sydlimburg   |
| Heerlen                | 86.910     | 45,02 km2  | Sydlimburg   |
| Horst aan de Maas      | 42.183     | 188,60 km2 | Nordlimburg  |
| Kerkrade               | 45.870     | 21,90 km2  | Sydlimburg   |
| Landgraaf              | 37.472     | 24,58 km2  | Sydlimburg   |
| Leudal                 | 35.848     | 162,78 km2 | Midtlimburg  |
| Maasgouw               | 23.822     | 45,83 km2  | Midtlimburg  |
| Maastricht             | 122.461    | 56,81 km2  | Sydlimburg   |
| Meerssen               | 19.073     | 27,14 km2  | Sydlimburg   |
| Mook en Middelaar      | 7.756      | 17,39 km2  | Nordlimburg  |
| Nederweert             | 16.939     | 100,23 km2 | Midtlimburg  |
| Nuth                   | 15.284     | 33,09 km2  | Sydlimburg   |
| Onderbanken            | 7.831      | 21,18 km2  | Sydlimburg   |
| Peel en Maas           | 43.295     | 159,44 km2 | Nordlimburg  |
| Roerdalen              | 20.678     | 88,15 km2  | Midtlimburg  |
| Roermond               | 57.520     | 60,84 km2  | Midtlimburg  |
| Schinnen               | 12.886     | 24,06 km2  | Sydlimburg   |
| Simpelveld             | 10.583     | 16,02 km2  | Sydlimburg   |
| Sittard-Geleen         | 93.204     | 79,02 km2  | Sydlimburg   |
| Stein                  | 25.015     | 21,15 km2  | Sydlimburg   |
| Vaals                  | 9.730      | 23,86 km2  | Sydlimburg   |
| Valkenburg aan de Geul | 16.434     | 36,73 km2  | Sydlimburg   |
| Venlo                  | 100.872    | 124,96 km2 | Nordlimburg  |
| Venray                 | 43.544     | 163,38 km2 | Nordlimburg  |
| Voerendaal             | 12.446     | 31,51 km2  | Sydlimburg   |
| Weert                  | 49.502     | 104,52 km2 | Midtlimburg  |

## Demografi
Limburg har et indbyggertal på 1.117.198 indbyggere (2018) og en befolkningstæthed på 519 pr. km2. Det er Nederlandenes sjette mindste provins målt på antal indbyggere. Limburg har desuden Nederlandenes fjerde højeste befolkningstæthed. Kun Zeeland, Flevoland, Drenthe, Groningen og Fries har færre indbyggere. Maastricht er provinsens folkerigeste kommune.

## Politik
Provinsrådet i Limburg (nederlandsk: Provinciale Staten) består af 47 medlemmer med kongens kommissær i spidsen. Den nuværende kommissær er Theo Bovens fra Kristendemokratisk Appel (CDA). Han afløste Léon Fristen (2005-2011) fra samme parti 1. oktober 2011. Limburgs provinsråd vælges af Limburgs indbyggere, mens kommissæren udpeges af kongen og den nederlandske regering. CDA er med 11 sæder det største parti i provinsrådet. Den daglige ledelse varetages af en lille styrelse (nederlandsk: Gedeputeerde Staten), hvis medlemmer (nederlandsk: gedeputeerden) kan sammenlignes med ministrene i en regering. Styrelsen ledes af kommissæren.